# Häggums distrikt
Häggums distrikt är ett distrikt i Skövde kommun och Västra Götalands län. 
Distriktet ligger sydväst om Skövde. 

## Tidigare administrativ tillhörighet
Distriktet inrättades 2016 och utgörs av socknen Häggum i Skövde kommun.
Området motsvarar den omfattning Häggums församling hade vid årsskiftet 1999/2000.